# 허영철 (1920년)
허영철(許英喆, 1920년 11월 5일 ~ 2010년 6월 16일)은 대한민국의 비전향 장기수이다.

## 생애

### 출생과 성장
전라북도 부안군 보안면 출신이다. 농촌이 곤궁하던 시절에 가난한 농가에서 태어나 교육은 거의 받지 못했다. 사립 보통학교에 입학했으나 '1면1교제'가 시행되면서 많은 사립학교가 문을 닫아야 해 공부를 그만두었다. 1929년에 인근 광주에서 발생한 광주학생운동 이후 1930년에 정읍과 부안을 중심으로 일어난 전북농민운동을 목격하면서 차츰 빈한한 소작농의 현실을 깨닫게 되었다.

### 일제 강점기
만주사변이 일어나면서 군수 물자 수송을 위해 한반도 북쪽 지역에 항구와 공장, 철로가 개설되어 노동력 수요가 많아졌다. 고향의 피폐한 사정으로 농사 지을 땅도 없었기에 조선총독부가 알선하는 함경남도 단천군의 철로 공사 현장에 지원했다. 이때 김일성이 이끄는 항일부대의 활동에 대한 세간의 소문을 들었고, 근무 중 사고로 손가락 한 마디를 잃었다.
1938년부터 다시 동해안과 경성부 등 여러 지역을 전전하면서 막노동을 하다가, 1940년 또다시 총독부의 알선으로 일본 홋카이도의 탄광 노동자로 지원했다. 탄광에서 근무하던 중 동료 노동자인 일본인을 통해 금서인 《공산당 선언》 등을 읽으며 사회주의 사상과 노동운동에 관심을 갖게 되었다. 이후 강제징용을 피해 만주와 아오지, 문평제련소 등을 오가며 계속 막노동을 했다.

### 군정기와 분단
광복 후 고향인 보안면을 포함해 전국적으로 임시 인민위원회 조직이 만들어졌다가 미군정이 시작되면서 모두 해체되는 것을 목격했다. 허영철은 마음이 맞는 사람들과 모임을 조직해 학습과 대중활동을 하다가, 남로당이 창당된 1946년 11월 23일에 남로당에 입당했다. 1947년에 일어난 부안 농민 투쟁에서 남로당 보안면당 상임위원이자 조선민주청년동맹 보안면 위원장으로서 중요한 역할을 맡았다.
1948년 조선민주주의인민공화국이 수립될 때는 보안면 선거위원장으로 활동했다. 이후 좌우 대립이 심해지면서 지명수배가 내려져 여러 지역을 전전하며 숨어지내게 되었다.

### 한국 전쟁
한국 전쟁 발발 시점에는 강원도 영월군에 있었다. 전쟁 개시 한달 후 조선인민군과 함께 부안으로 내려가 인민위원회를 설치하고, 부안군 인민위원장에 선출되었다. 이때 고향에서 부인과 1남 1녀를 하룻밤 동안 만나고 헤어졌는데, 다시 만나게 된 것은 1991년이었다.
부안군당에서는 약 두달 남짓 활동하다가 9월 22일 서울에서 인민군에 입대했다. 인민군이 후퇴할 때 함께 북조선으로 들어갔다. 조선로동당은 중국으로 피난 가 있던 중앙당학교에 진학할 수 있도록 추천을 해주었고, 1951년 3월에 압록강을 건너 중앙당학교에 입학하여 석 달 동안 정치경제학, 공산주의 이론, 군사학과 러시아어 등을 배웠다.
평양에 돌아온 허영철은 황해도당에 배치받아 황주군 인민위원회에 보내졌다가, 곧 장풍군 인민위원회 부위원장이 되어 인민위원회 업무를 수행했다. 1년이 조금 못 되는 기간이었으나 처음 행정 경험을 쌓을 수 있었다.

### 휴전 후
1952년에 조선로동당의 소환으로 당 연락부에서 운영하는 금강학원에 입교하여 공작원이 되었다. 금강학원에서는 중앙당학교와 비슷한 교과목에 공작을 위한 과목이 추가되었다. 공작원 교육을 받는 도중에 박헌영 리승엽 간첩 사건이 발생했다. 금강학원은 리승엽이 운영하던 강동학원의 후신으로 상층부에 남로당파가 많았기 때문에, 학생들도 상호 비판으로 자기 검증을 하고 당성을 강화하는 과정을 통과해야 했다.
1954년에 7월에 서해안 해로를 통해 남파되어 가명을 사용하며 활동했다. 약 1년 정도 광주에 머물던 중 1955년 7월 보령경찰서에 체포되었고, 국가보안법 위반 및 간첩 미수 혐의로 무기징역형을 선고받았다. 허영철은 사상 전향을 하지 않아 1991년에 형 집행정지로 출옥할 때까지 36년 동안 감옥살이를 했다.

### 출옥
6월 항쟁 이후 국제적으로 장기수의 존재가 알려지면서 장기수 석방 여론이 일어났다. 1991년 2월에 비전향 장기수 가운데 30년 이상 복역했고, 나이가 70세가 넘는 다섯 사람이 석방 대상으로 선정되었다. 허영철은 여기에 포함되어 출소했다. 출옥 후에도 보안관찰법에 따라 주거 제한을 받고 정기적인 조사를 받았다. 생활은 일용직 노동과 아파트 경비 업무로 꾸려갔다. 2005년에는 '광복 60주년 기념 평양 문화유적 참관단'에 포함되어 평양에 다녀오기도 했다.

## 예술 작품
시인 이기형이 시집 《산하단심》에 허영철을 주제로 한 〈동지애 - 독방37년 74세 허영철〉라는 시를 창작해 실었다. 다음은 이 시의 도입부이다.
워낙 장골인데도

죽임 풍상을 헤치노라

허리는 꾸부정

머리칼은 빠졌고

얼굴엔 굵은 주름이 패였다

묵직한 표정

2007년 발간된 《역사는 한 번도 나를 비껴가지 않았다》는 허영철의 구술과 인터뷰, 옥중에서 주고 받은 편지글, 재소자 사상 동향 기록 등을 묶어 정리한 수기이다. 허영철은 이 수기에서 고문을 통한 전향 강요와 긴 세월의 옥살이를 "공화국이 있어서 견뎠다"고 표현하면서, 다음과 같이 말했다.
| “ | 나는 평생을 감옥에서 보냈지만 한 번도 외롭다는 생각을 하지 않았어요. 내 이상과 내 동지들이 항상 나를 보호하고 있다고 생각하니까 언제나 든든했지요. | ” |

## 참고 문헌
- 허영철 (2007년 7월 1일). 《역사는 한 번도 나를 비껴가지 않았다》. 서울: 보리. ISBN 9788984282353.